# Hewlett-Packard

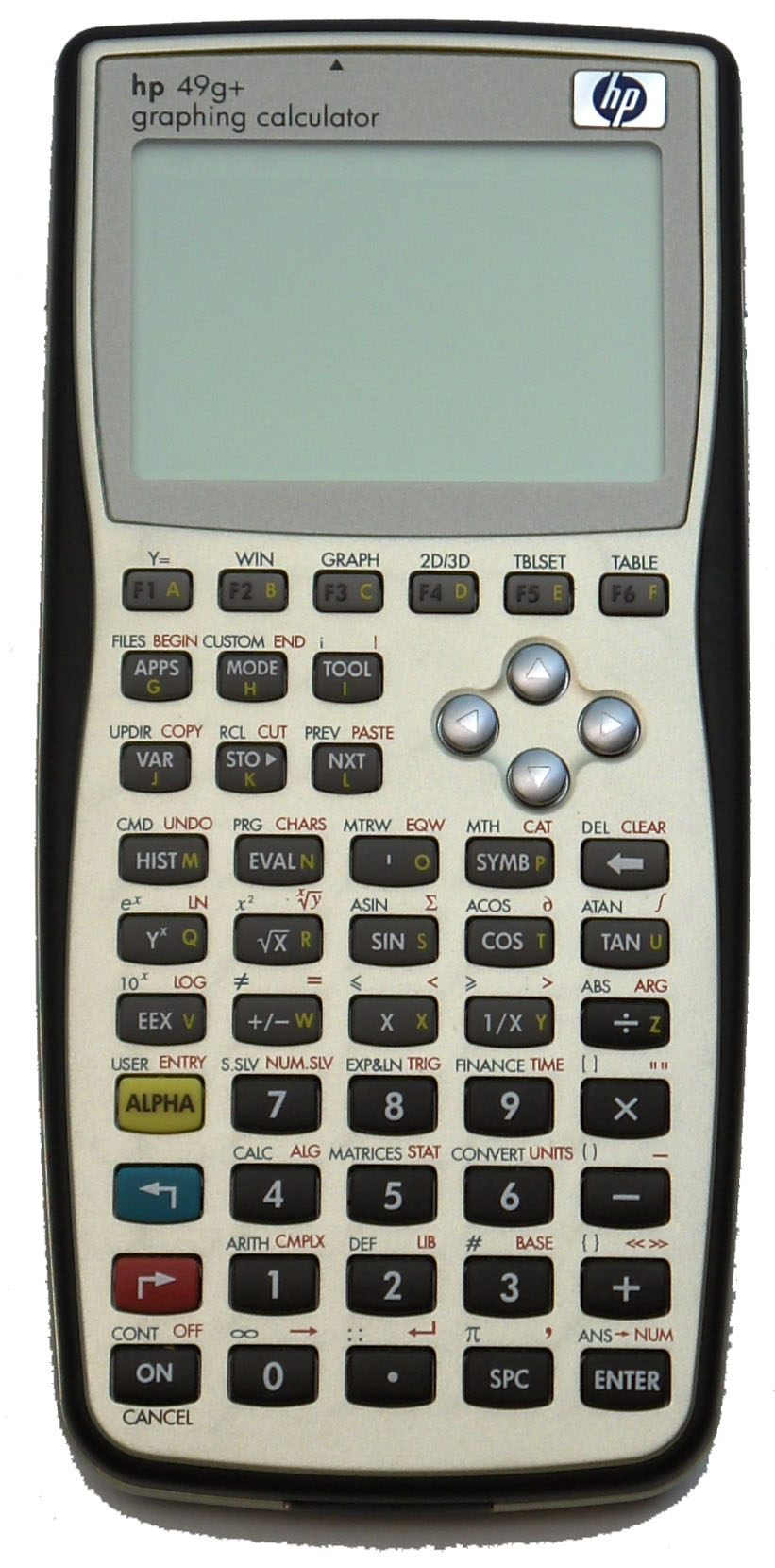
Vědecká kalkulačka HP 49_{g+}

Hewlett-Packard, zkráceně HP, je nadnárodní společnost zabývající se informačními technologiemi, sídlící v Palo Alto v Kalifornii. Hewlett-Packard je jednou z největších společností ve svém oboru na světě působící téměř ve všech zemích. Specializuje se na rozvoj a výrobu výpočetního, paměťového a síťového hardwaru, softwaru a dalších služeb. Známá je především svými tiskárnami, osobními počítači, scannery, kapesními počítači a servery.
HP se zaměřuje na domácnosti a domácí kanceláře, malé a střední firmy, veřejnou správu a vzdělávání, grafiku a umění. Za rok 2006 měla HP tržby 91,7 miliard USD, čímž se stala firmou s největšími příjmy v oblasti informačních technologií. V roce 2007 dosáhla příjmů až 104 miliard USD, což byla první IT společnost s příjmy přes 100 miliard USD.
HP je také největším prodejcem osobních počítačů na světě, kde překonal i společnost Dell, což vyplynulo z průzkumu firmy Gartner a IDC z roku 2008.[zdroj?]

## Historie
Roku 1934 na Stanfordově univerzitě dostudovali Bill Hewlett a David Packard. Ti založili v garáži nedaleko Palo Alto během Světové krize společnost Hewlett-Packard.
Formálně vznikla společnost 1. ledna 1939 díky investici 538 USD. Hewlett a Packard si tehdy „hodili korunou“, aby se dohodli, zdali se firma bude jmenovat Hewlett-Packard nebo Packard-Hewlett. David Packard zvítězil, avšak přesto jejich manufakturu s elektronikou nazval „Hewlett-Packard Company“.
Akciovou společností se HP stala 8. srpna 1947, od 6. listopadu 1957 jsou její akcie veřejně obchodovatelné.

### První vynálezy
Prvním finančně úspěšným produktem byl přesný audiooscilátor, Model 200A. Inovací bylo použití malé žárovky jako teplotně závislého rezistoru. To umožnilo prodávat Model 200A za 54,4 USD, přičemž konkurence nabízela méně stabilní produkty za více než 200 USD.
Mezi prvními zákazníky nové firmy bylo i animační studio Walt Disney, které zakoupilo 8 oscilátorů po 71,5 USD pro prostorový zvuk k filmu Fantasia.

### První roky
Společnost nebyla zprvu nijak zaměřena a zabývala se výrobou široké palety elektronických produktů pro průmysl i zemědělství. Nakonec zvolila zaměření na vysoce kvalitní elektronické testovací a měřící vybavení.
Od 40. až do 90. let se společnost zaměřovala především na výrobu přesných signálních generátorů, voltmetrů, osciloskopů, kalkulaček a dalších testovacích přístrojů.
Podle tradice prvního produktu Model 200A byly nadále součástky v testovacích zařízeních označovány třemi až pěti číslicemi, za kterými následovalo písmeno A. Vylepšené verze pak dostávaly písmena B až E. Jak společnost stále rostla, začala používat označení produktů s písmeny abecedy pro příslušenství, materiál, software a komponenty v pořadí, aby předešla vyčerpání číslic pro hlavní produkty.

### 1960
V roce 1957 začal HP vyvážet své výrobky do Německa a později byla založena centrála v Ženevě.
HP se v roce 1960 stal partnerem japonských společností Sony a Yokogawa Electric, aby vypracovala několik vysoce-kvalitních výrobků. Produkty však nesklidily úspěch, díky vysokým nákladům na budování HP v Japonsku. HP a Yokogawa vytvořily v roce 1963 společnou firmu (Yokogawa-Hewlett-Packard), čímž se rozšířil trh HP produktů v Japonsku. V roce 1999 HP koupil podíl v Yokogawa Electric.
Z HP pochází malá firma, Dynec, jež se specializuje na digitální zařízení. Název byl navržen tak, aby převrácené logo "hp" představovalo logo Dynecu, tedy "dy". Nakonec se Dynec změnil na Dymec, a pak byl znovu přeložen pod HP. HP experimentoval s použitím minipočítačů Digital Equipment Corporation a jeho nástroji. Ale poté se rozhodlo, že by bylo jednodušší koupit jiný malý tým než byl DEC a HP vstoupila v roce 1966 na trh s minipočítači HP 2100 / HP 1000. Tyto počítače měly jednoduché ALU s registry uspořádanými podobně jako Intel x86, jejichž architektura se používá dodnes. Tato série byla vyráběna 20 let, a to i přes několik pokusů nahradit ji. Byla předchůdcem HP 9800 a HP 250 série domácích i firemních počítačů.

### 1970
HP byl označen v časopisu Wired jako první na světě, kdo začal hromadně vyrábět osobní počítač, jenž nesl název Hewlett-Packard 9100A a na trh byl uveden v roce 1968. HP ho pojmenovala jako stolní kalkulátor, protože podle Billa Hewletta se nepodobali počítačům firmy IBM, na které jsou lidé zvyklí.
Byl to v této době inženýrský triumf, neboť logické obvody byly vyrobeny bez jakéhokoliv integrovaného obvodu, montáže procesorů byly zcela provedeny z diskrétních součástek. S CRT displejem, magnetickou pamětí a tiskárnou, se cena pohybovala kolem 5000 USD. Klávesnice byla křížencem vědeckého kalkulátoru a přídavným zařízením. Nebyla zde abecední klávesnice.
Společnost získala celosvětový respekt k řadě produktů.

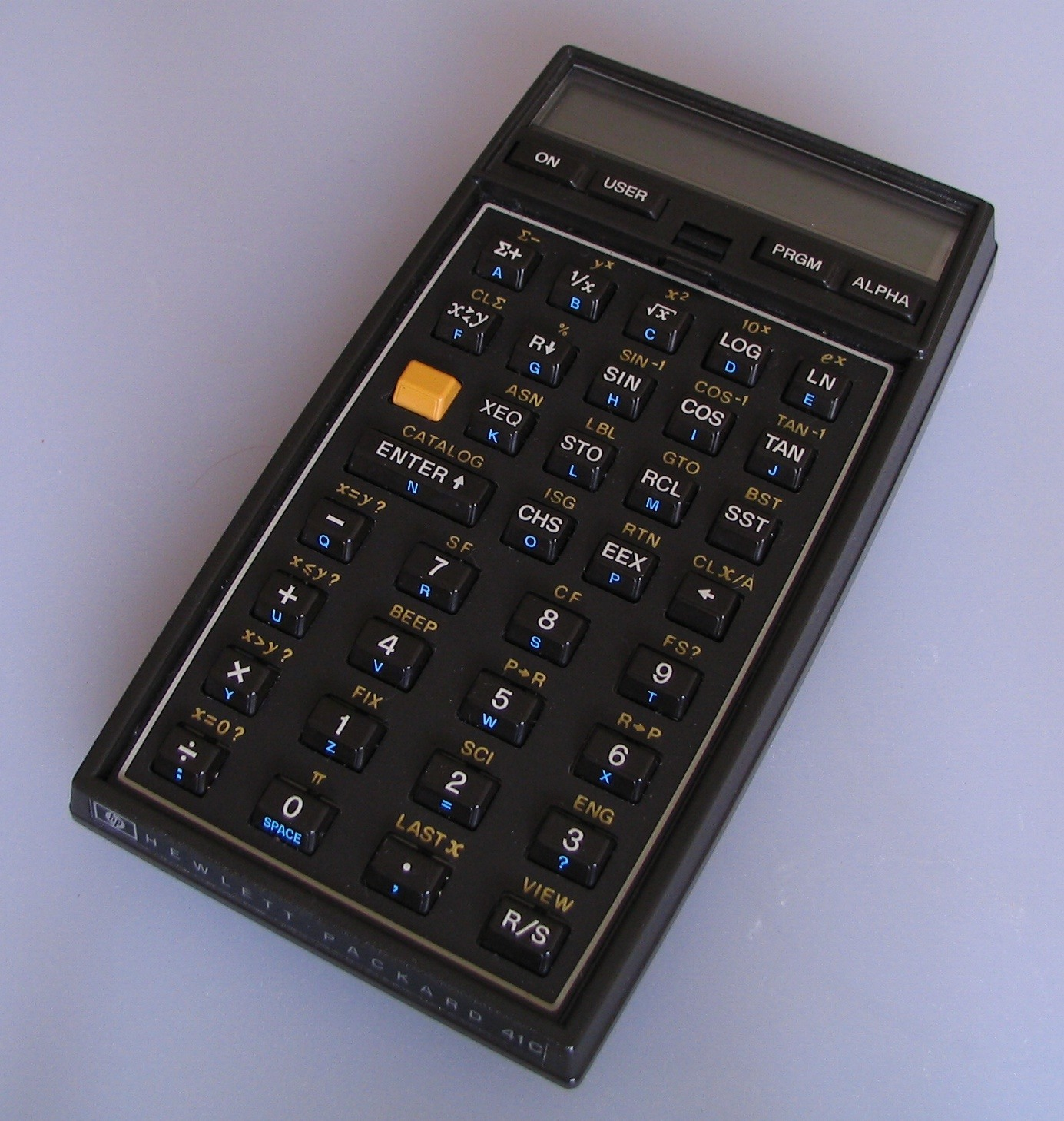
Programovatelný kalkulátor HP-41C

V roce 1972 představil světově první kapesní vědecký elektronický kalkulátor (HP-35), v roce 1974 první kapesní počítač (HP-65), v roce 1979 se rozšířil na alfanumerický, programovatelný (HP-41C) a první symbolický a grafický kalkulátor (HP-28c).
Stejně jako jejich vědecké a obchodní kalkulačky, jejich osciloskopy, logické analyzátory, a jiné měřicí přístroje mají pověst odolnosti a využitelnost (tyto produkty jsou nyní součástí vedlejších produktové řady Agilent).
98x5, řada technických stolních počítačů začala v roce 1975 s 9815, a levnější série 80, opět technických počítačů, začala v roce 1979 s 85. Tyto stroje používaly programovací jazyk BASIC, který byl k dispozici ihned po jejich zapnutí a používal proprietární magnetické pásky pro uchovávání informací. HP počítače se později velmi podobaly svými schopnostmi počítačům IBM, i když omezeně dostupné technologie zvyšovaly jejich ceny.

### 1980
V roce 1984 HP zavedlo i inkoustové a laserové tiskárny. Spolu s řadou skenerů, byly z tiskáren později vyvinuty úspěšné multifunkční zařízení, nejvýznamnější byly samostatné jednotky tiskárna / skener / kopírka / fax. Tiskové mechanismy HP LaserJet, nesmírně populární řady laserových tiskáren, téměř zcela závisí komponentách Canon (tiskové motory), které zase využívají technologií vyvinutých společností Xerox. HP vyvíjel hardware, firmware a software, který převáděl data do teček, což je mechanismus pro tisk.
V roce 1987, byla garáž v Palo Alto, kde Hewlett a Packard začali své podnikání, označena jako státní památka Kalifornie.

### 1990
V roku 1990 HP rozšířila svou produktovou řadu o počítače, které byly původně zaměřeny na vysoké školy, výzkumy a firmy.
HP také rostlo díky akvizicím, kdy v roce 1989 koupilo Apollo Computer a v roce 1995 Convex Computer. Později HP otevřel eshop hpshopping.com jako samostatnou dceřinou společnost prodávající on-line přímo spotřebitelům, v roce 2005 byl obchod přejmenován na "HP Home & Home Office Store".
V roce 1999 všechny podniky, které nebyly spojené s počítači, ukládáním a zpracováním obrazu byly převedeny pod firmu Agilent. Tato odnož vytvořila 8 miliardovou USD společnost s asi 30 000 zaměstnanci, ve výrobě vědeckých přístrojů, polovodičů, optických sítí a elektronických zkušebních zařízení pro telekomunikaci a výzkum,vývoj a výrobu bezdrátových technologií.
V červenci 1999 HP jmenovalo do funkce výkonné ředitelky podnikatelku Carly Fiorinovou, první ženu v indexu Dow Jones Industrial Average. Fiorinová působila jako generální ředitelka technického centra na přelomu 2. tisíciletí. Během jejího funkčního období HP na trhu ztratila polovinu své hodnoty oproti srovnatelným společnostem a vznikly velké ztráty pracovních míst. Představenstvo HP Fiorinovou požádalo, aby rezignovala, což se stalo v roce 2005.

## Současnost
V roce 2002 společnost HP sfúzovala se společností Compaq. Ta roku 1997 skoupila společnost Tandem Computers, založenou bývalými zaměstnanci HP, a roku 1998 skoupila firmu Digital Equipment Corporation. Díky této fúzi se značka HP (kterou se sloučená společnost rozhodla používat jako jedinou)  stala majoritním hráčem na trhu s Notebooky, stolními PC a servery pro mnoho různých trhů. Mezi nejúspěšnější notebooky firmy HP patří HP Omnibook a HP Pavilion. Po sloučení se společností Compaq začala HP používat nové značení výrobků, tzv. HPQ, jež byla kombinací původních značek HWP a CPQ. Roku 2006 HP zřídila své podpůrné podniky v zemích s levnou pracovní silou: španělský podnik se přestěhoval na Slovensko, německý do Bulharska, atd. V srpnu 2011 tehdejší CEO HP Leo Apotheker ohlásil, že zvažuje oddělení či prodej divize PSG vyrábějící PC. Za to ovšem sklidil tvrdou kritiku od analytiků i od zákazníků a následně na svůj post rezignoval. Nová CEO Meg Whitmanová pak na konci října uvedla, že HP revidovala původní rozhodnutí a divizi vyrábějící PC si i nadále ponechá.
V roce 2022 otevřela společnost HP první značkovou prodejnu v České republice, v administrativní budově City Green Court v Praze.

## Technologie a produkty
HP vyvinul úspěšné řady tiskáren, skenerů, digitálních kalkulátorů, PDA, serverů, pracovních stanic, a malých domácích počítačů. Po spojení se společností Compaq se ale tyto produktové řady z velké části zanikly. HP také začala nabízet široké spektrum služeb pro návrh, realizaci a podporu IT infrastruktury.

### IPG – Imaging and Printing Group – Skupina pro obraz a tisk
V souladu s HP 2005 U.S.SEC 10-K registrací je IPG od HP vedoucím poskytovatelem zobrazovacích a tiskařských systémů na světě, a to díky tiskárenskému hardwaru, doplňkům a skenovacím zařízením, jež jsou nabízeny všem segmentům spotřebitelů, individuálním spotřebitelům i malým až velkým obchodním společnostem.

#### Produkty a technologie spadající pod IPG
- inkoustové a laserové tiskárny, spotřební materiály a příbuzné zboží
- multifunkční zařízení OfficeJet (tisk/scan/fax)
- velkoformátové tiskárny
- Indigo digitální tisk
- HP Web Jetadmin
- HP Output Management sada softwaru, včetně HP Output Server
- LightScribe optická nahrávací technologie umožňující laserový popis disků
- HP Photosmart digitální fotoaparáty a foto tiskárny

### PSG – Personal Systems Group – Skupina osobních systémů
PSG od HP je jedním z vůdčích prodejců osobních počítačů na světě.

#### Pod skupinu PSG lze zařadit
- osobní počítače včetně HP Pavilion, Compaq Presario a VoodooPC série
- pracovní stanice pro operační systémy Unix, Windows a Linux
- kapesní počítače jako PocketPC (iPAQ) – kapesní počítačové zařízení (od Compaqu)
- digitální zábava jako např. DVD+RW mechaniky, HP Movie Writer a HP Digital Entertainment Center

### HP Laboratoře (HP Labs)
HP Laboratoře jsou výzkumnou pravou rukou HP. Založeny byly roku 1966 a fungují jako dodavatel průlomových technologií a vytváří obchodní příležitosti, které jdou mimo hlavní strategii HP.

### Spolupráce
Společnost HP plně podporuje FOSS a Linux. Hewlett-Packard také navázal na spolupráci Compaqu s Microsoftem a využívá technologie od největšího prodejce HW a SW.
Až do listopadu 2005 společnost HP nabízela i přeoznačený Apple iPod.

### Vliv na životní prostředí
V roce 1998 požadoval úřad na ochranu životního prostředí USA po HP sankci 2,5 milionu USD za porušení zákona. Úřad tvrdil, že společnost nepodala předvýrobní oznámení dříve, než začala vyrábět a vyvážet chemické látky. Bez tohoto oznámení nemůže úřad provést analýzu rizika chemických látek.
HP bylo v roce 2002 zařazeno na Scorecard.org v top 10–20 pro celkové úniky v oblasti životního prostředí a v top 30–40 pro úniky toxických látek do ovzduší.
V červenci 2007 společnost oznámila, že splnila svůj cíl, který si stanovila v roce 2004, recyklovat 1 miliardu lb elektroniky, tonerů a inkoustových kazet. Do konce roku 2010 měla dle svých cílů recyklovat 2 miliardy lb hardwaru.

### Sponzorství
Společnost HP se také věnuje sponzorování sportovních i jiných aktivit. Jednou ze sponzorských akcí je Walt Disney World's EPCOT Park's Mission:Space. Od roku 1995 do roku 1999 bylo HP též sponzorem klubu Tottenham Hotspur anglické Premier League. HP sponzoruje také tým ve Formuli 1 – Scuderia Ferrari HP F1 Team a hokejový tým San Jose Sharks z NHL, který svou arénu roku 2002, když Hewlett-Packard koupil Compaq, přejmenoval z Compaq Center na HP Pavilion.